# Pietro Maria Borghese

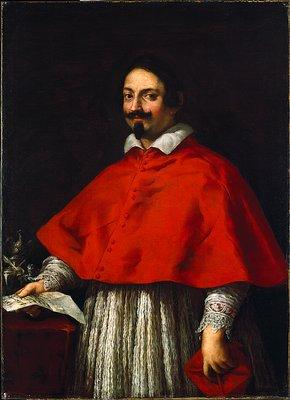
Kardinal Pietro Maria Borghese (Porträt von Pietro da Cortona, 1633–35)

Pietro Maria Borghese (* 1599 in Siena; † 15. Juni 1642 in Rom) war ein italienischer Kardinal.

## Biografie
Pietro Maria Borghese wurde 1599 in Siena als Sohn von Marcantonio Borghese und Camilla Orsini geboren. Trotz der am päpstlichen Hof herrschenden Vetternwirtschaft erhielt Borghese keinen besonderen Vorteile von seinem Großonkel Papst Paul V., dessen Herrschaft bis 1621 andauerte. Maffeo Barberini wurde jedoch von Papst Paul zum Kardinal erhoben und hatte das Bedürfnis, die Familie Borghese mit einer ähnlichen Ehre auszuzeichnen. Als er 1623 als Urban VIII. zum Papst gewählt wurde, machte er sich daran, sich für seine eigene Karriere zu revanchieren.
So wurde Borghese im folgenden Jahr, am 7. Oktober 1624, von Papst Urban VIII. zum Kardinal erhoben und zum Kardinaldiakon der Kirche San Giorgio in Velabro ernannt. Außerdem wurde er Kommendatarabt dreier Abteien, deren Einkünfte ihm zuflossen. Im Jahr 1626 wurde er zum Kardinaldiakon von Santa Maria in Cosmedin ernannt.
Im Jahr 1633 wurde er zum Kardinalprotektor von Flandern ernannt und am 19. Dezember 1633 erhielt er den Titel eines Kardinaldiakons von San Crisogono pro illa vice. Im Jahr 1638 wurde er zum Kardinalprotektor der Republik Genua ernannt. Beide Protektoratspositionen hatte er bis zu seinem Tod inne.
Pietro Maria Borghese starb am 15. Juni 1642 in Rom und wurde in der Borghese-Kapelle in der Santa Maria Maggiore beigesetzt.